# Nacogdoches (álbum)
Nacogdoches es el quincuagesimoquinto álbum de estudio del músico estadounidense Willie Nelson publicado por la compañía discográfica Texas Roadhouse el 29 de abril de 2004. El álbum, nombrado por la ciudad tejana de Nacogdoches en la que grabó el álbum, incluye una colección de clásicos del pop y del jazz. Dos de las canciones son regrabaciones de temas antiguos de Nelson: "Columbus Stockade Blues", grabado originalmente en el álbum Columbus Stockade Blues, y "Stardust", publicada en el álbum Stardust.

## Lista de canciones
1. "Please Don't Talk About Me When I'm Gone" - 2:50
2. "A Dreamer's Holiday" - 3:00
3. "Corine, Corine" - 2:20
4. "Walkin' My Baby Back Home" - 2:44
5. "To Each His Own" - 3:33
6. "I'm Gonna Sit Right Down and Write Myself A Letter" (Fred E. Ahlert, Joe Young) - 3:06
7. "Golden Earrings" - 3:00
8. "Columbus Stockade Blues" - 2:42
9. "I Can't Begin to Tell You" - 3:00
10. "I'll String Along with You" - 3:51
11. "I'm Beginning to See the Light" - 2:35
12. "How High the Moon" - 2:35
13. "Stardust" - 4:30

## Personal
- Willie Nelson - voz y guitarra.
- Paul Buskirk - mandolina.
- Paul Schmitt - piano.
- Gary Welson - armónica y fliscorno.
- Mike Lefebure - batería.
- Mike Nase - bajo.